# Lugano-Ponte-Tresa-Bahn
| Tramlink 51 in Agno (2021) |                     |                               |                               |
| |                     |                               |                               |
| Streckennummer (BAV): | 635                 |                               |                               |
| Fahrplanfeld: | 635                 |                               |                               |
| Streckenlänge: | 12,21 km            |                               |                               |
| Spurweite: | 1000 mm (Meterspur) |                               |                               |
| Stromsystem: | 1200 V =            |                               |                               |
| Maximale Neigung: | 30 ‰                |                               |                               |
| Minimaler Radius: | 100 m               |                               |                               |
| |                     |                               |                               |
| \| \| \| von der Lugano-Tesserete-Bahn \| \| \| \| 0,00 \| Lugano FLP \| Lugano FLP \| \| \| \| Lugano-Chiasso \| \| \| \| \| Montarina (316 m) \| \| \| \| \| Cortivallo (324 m) \| \| \| \| 1,30 \| Sorengo \| Sorengo \| \| \| 1,70 \| Sorengo Laghetto \| Sorengo Laghetto \| \| \| 2,60 \| Cappella-Agnuzzo \| Cappella-Agnuzzo \| \| \| \| Ronchetti (82 m) \| \| \| \| \| Crespera (88 m) \| \| \| \| \| Vedeggio und A2 (95 m) \| \| \| \| 5,10 \| Bioggio Molinazzo \| Bioggio Molinazzo \| \| \| 5,70 \| Bioggio \| Bioggio \| \| \| \| Riana (8 m) \| \| \| \| 6,30 \| Serocca \| Serocca \| \| \| 7,70 \| Agno (Flughafen Lugano) \| Agno (Flughafen Lugano) \| \| \| \| Vallone d’Agno (58 m) \| \| \| \| 9,40 \| Magliaso Paese \| Magliaso Paese \| \| \| 9,90 \| Magliaso \| Magliaso \| \| \| 10,80 \| Caslano \| Caslano \| \| \| 12,21 \| Ponte Tresa \| Ponte Tresa \| |                     |                               |                               |
| Strecke (außer Betrieb) |                     | von der Lugano-Tesserete-Bahn | von der Lugano-Tesserete-Bahn |
| Kopfbahnhof Strecke bis hier außer Betrieb | 0,00                | Lugano FLP                    | Lugano FLP                    |
| Kreuzung geradeaus unten |                     | Lugano-Chiasso                | Lugano-Chiasso                |
| Tunnel |                     | Montarina (316 m)             | Montarina (316 m)             |
| Tunnel |                     | Cortivallo (324 m)            | Cortivallo (324 m)            |
| Haltepunkt / Haltestelle | 1,30                | Sorengo                       | Sorengo                       |
| Haltepunkt / Haltestelle | 1,70                | Sorengo Laghetto              | Sorengo Laghetto              |
| Bahnhof | 2,60                | Cappella-Agnuzzo              | Cappella-Agnuzzo              |
| Brücke |                     | Ronchetti (82 m)              | Ronchetti (82 m)              |
| Tunnel |                     | Crespera (88 m)               | Crespera (88 m)               |
| Brücke |                     | Vedeggio und A2 (95 m)        | Vedeggio und A2 (95 m)        |
| Haltepunkt / Haltestelle | 5,10                | Bioggio Molinazzo             | Bioggio Molinazzo             |
| Bahnhof | 5,70                | Bioggio                       | Bioggio                       |
| Tunnel |                     | Riana (8 m)                   | Riana (8 m)                   |
| Haltepunkt / Haltestelle | 6,30                | Serocca                       | Serocca                       |
| Bahnhof | 7,70                | Agno (Flughafen Lugano)       | Agno (Flughafen Lugano)       |
| Tunnel |                     | Vallone d’Agno (58 m)         | Vallone d’Agno (58 m)         |
| Haltepunkt / Haltestelle | 9,40                | Magliaso Paese                | Magliaso Paese                |
| Bahnhof | 9,90                | Magliaso                      | Magliaso                      |
| Haltepunkt / Haltestelle | 10,80               | Caslano                       | Caslano                       |
| Kopfbahnhof Streckenende | 12,21               | Ponte Tresa                   | Ponte Tresa                   |

Logo ab 2014

Die Lugano-Ponte-Tresa-Bahn, italienisch: Ferrovia Lugano–Ponte Tresa, abgekürzt FLP, offiziell Ferrovie Luganesi ist eine schmalspurige Privatbahn im Schweizer Kanton Tessin. Die am 5. Juni 1912 unter dem Namen Società Ferrovie Luganesi (FL) eröffnete Bahn führt von Lugano nach Ponte Tresa. Seit dem Fahrplanwechsel vom 9. Dezember 2007 verkehren die Züge alle 15 Minuten, am Abend, an Wochenenden und Feiertagen alle 30 Minuten. Die Strecke ist als Linie S60 in das Netz der S-Bahn Tessin integriert.
Einst gab es in der Region Lugano vier schmalspurige Bahnbetriebe. Neben der FLP waren dies die Lugano-Cadro-Dino-Bahn (LCD), die Lugano-Tesserete-Bahn (LT) und die Trambahn Lugano. Bis auf die FLP sind alle Betriebe eingestellt und durch Busse ersetzt worden.

## Strecke
Der FLP-Bahnhof in Lugano befindet sich rund 50 Meter vom Bahnhof Lugano der SBB unterhalb am Hang. In zwei kurzen Tunnels werden die Gotthardlinie der SBB und die westlichen Stadtteile von Lugano unterquert. Nach der Haltestelle Sorengo führt die Strecke dem Südufer des Laghetto di Muzzano entlang. Westlich von der Cappella d'Agnuzzo verläuft die Bahn parallel zur Autobahn A2 bis Bioggio Molinazzo. Dabei umfährt sie in einem weiten Bogen den Flughafen Lugano. Über Bioggio und Agno (wo sich das Depot befindet) erreicht die Bahn den westlichen Seitenarm des Luganersees. Zwischen Magliaso und Caslano wird ein Golfplatz durchquert. Die Strecke endet in Ponte Tresa unweit der italienischen Grenze.
Die Einfahrt ins Depot Agno führt über eine der seltenen symmetrischen Doppelweichen.
Um in Spitzenzeiten einen 15-Minuten-Takt anbieten zu können, nahm die FLP in den Jahren 2004 und 2005 eine Reihe grösserer Baumassnahmen in Angriff (Doppelspur bei Cappella–Agnuzzo, zwischen Bioggio und Agno sowie zwischen Magliaso und Caslano).

## Aktueller Betrieb
Montags bis freitags im Tagesverkehr besteht ein 15-Minuten-Takt, abends und am Wochenende wird alle 30 Minuten gefahren.

## Fahrzeuge
1968 schaffte die FLP die weitgehend mit den Fahrzeugen der SSIF und FART identen FLP ABe 4/6 an.
2018 bestellte die FLP bei Stadler Rail neun niederflurige Tramlink im Wert von 47 Millionen Franken. Damit wurden die aus dem Jahr 1978 stammenden Be 4/8 und Be 4/12 ersetzt. Dies erlaubt zudem eine Kapazitätserhöhung, welche sich nach einem Wachstum von rund 70 % innerhalb in zehn Jahren auf 2,5 Millionen Passagiere pro Jahr aufdrängte. Das erste neue Fahrzeug wurde am 11. März 2021 abgeliefert. Seit 7. August 2021 sind die ersten Tramlinks im Einsatz und im März 2022 fuhren zum letzten Mal die Be 4/8 und Be 4/12.

## Zukunft als Tram-Treno del Luganese
Die Schmalspurbahn wird Schritt für Schritt in eine Regionalstadtbahn (Tram-Treno) umgewandelt. Neben den Tramlink umfasst das Projekt einen Tunnel ins Stadtzentrum, eine Zweigstrecke nach Manno und als Ausbauoption Stadtbahnstrecken vom Luganer Zentrum nach Norden und Süden. Ab 2027 sollen die Bauarbeiten an dem 2,2 km langen zweigleisigen Tunnel begonnen werden, sodass die Strecke zwischen dem SBB-Bahnhof und Bioggio bis 2034 ersetzt werden könnte. Zwei Linien im 10-Minuten-Takt von Ponte Tresa beziehungsweise Manno werden sich dabei zu einem Intervall von fünf Minuten überlagern.

## Galerie

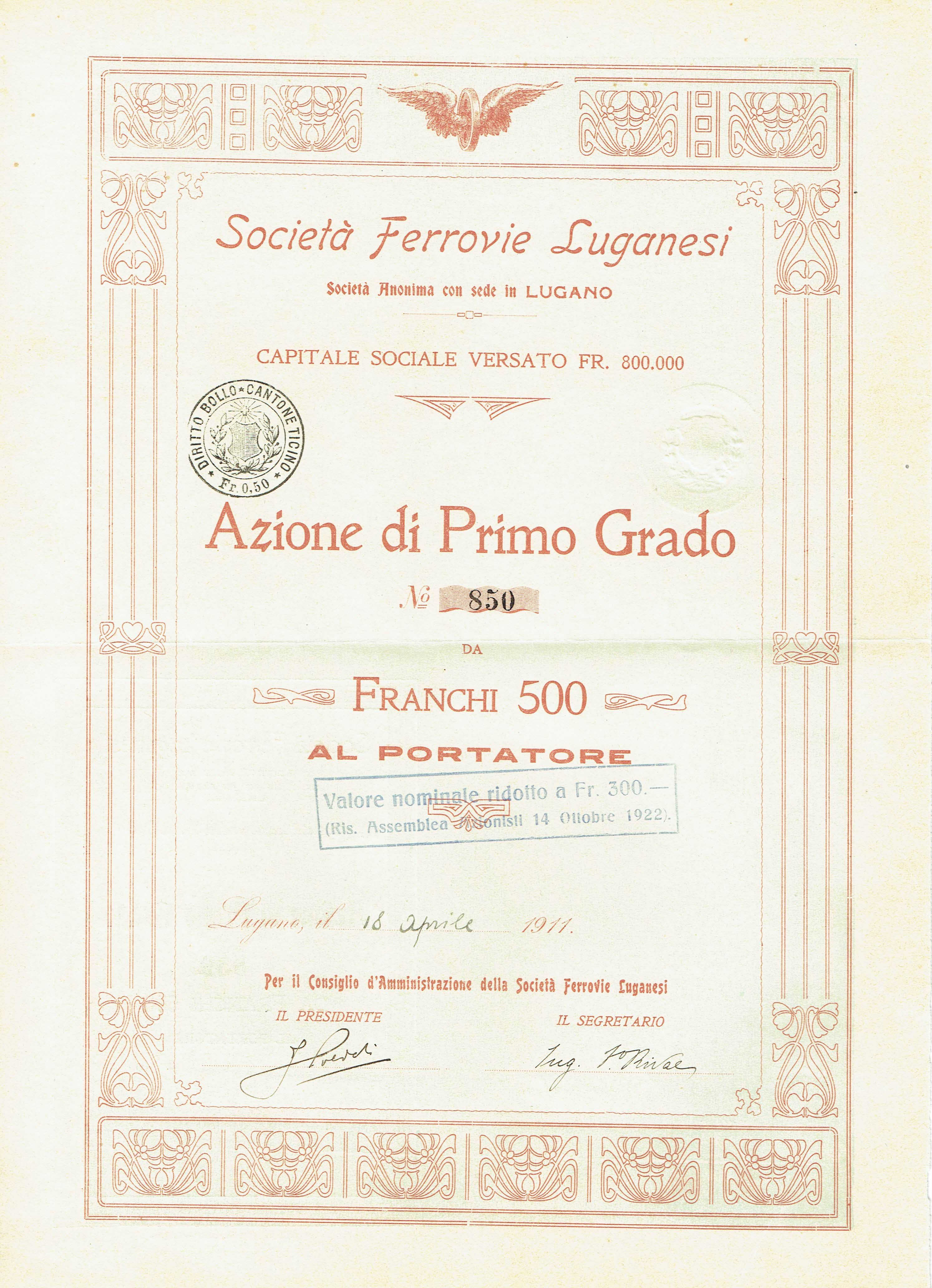
Gründeraktie mit dem ursprünglichen Firmennamen Società Ferrovie Luganesi von 1911
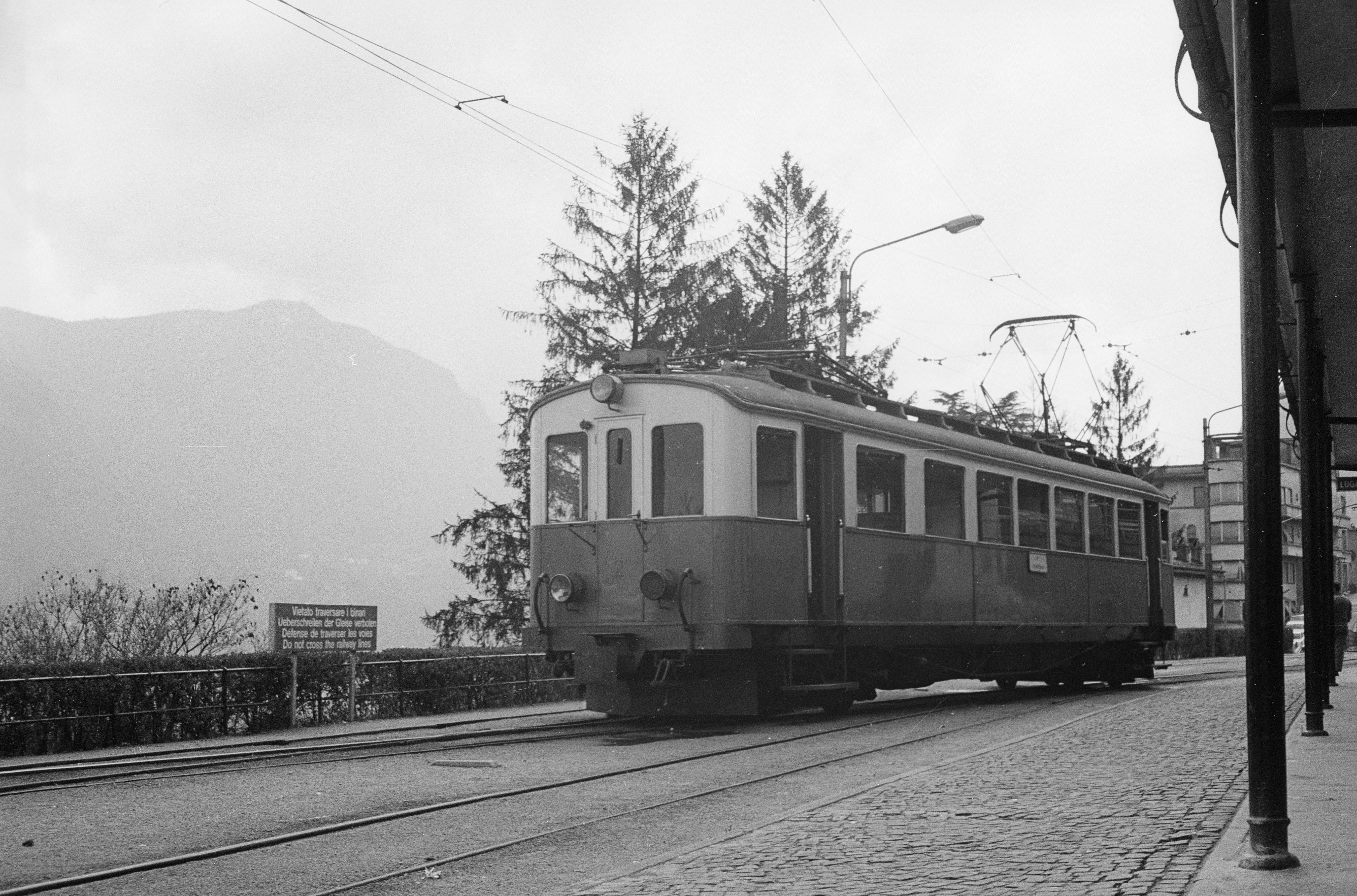
FLP ABe 4/4 Nr. 2 in Lugano (1967)
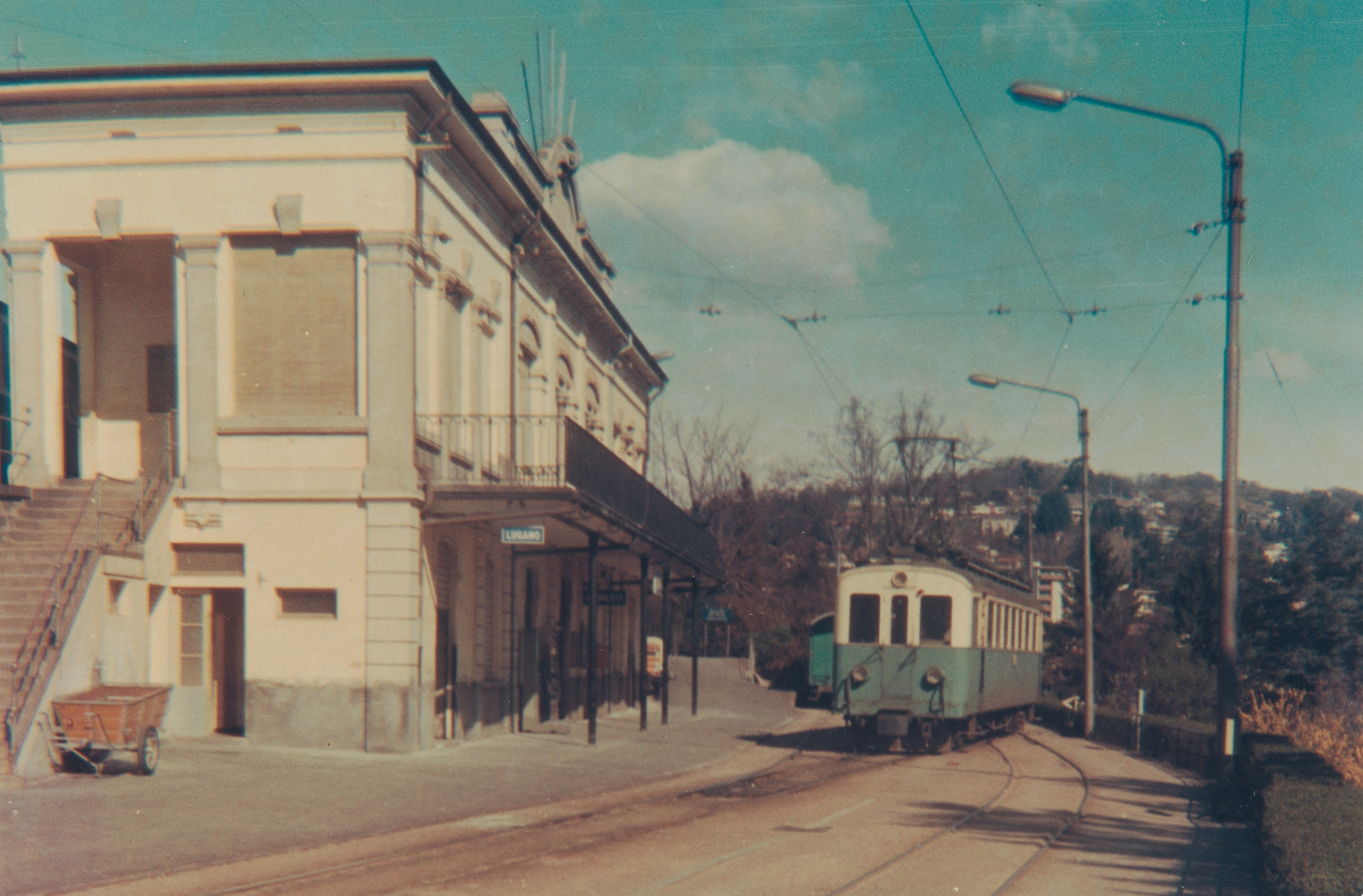
Bahnhof Lugano (um 1960)
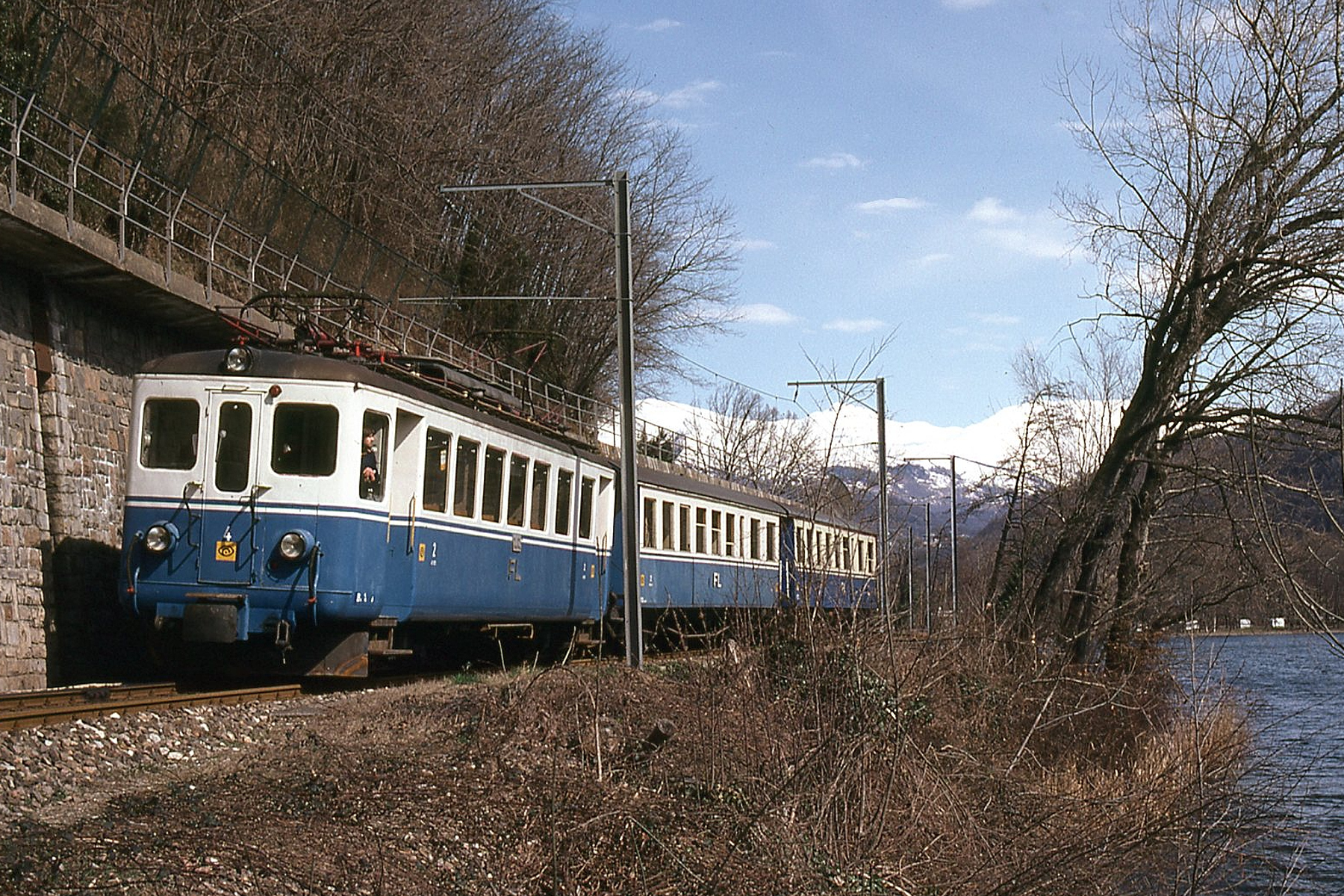
Triebwagen 4 mit Beiwagen 31 und 32 (1978)
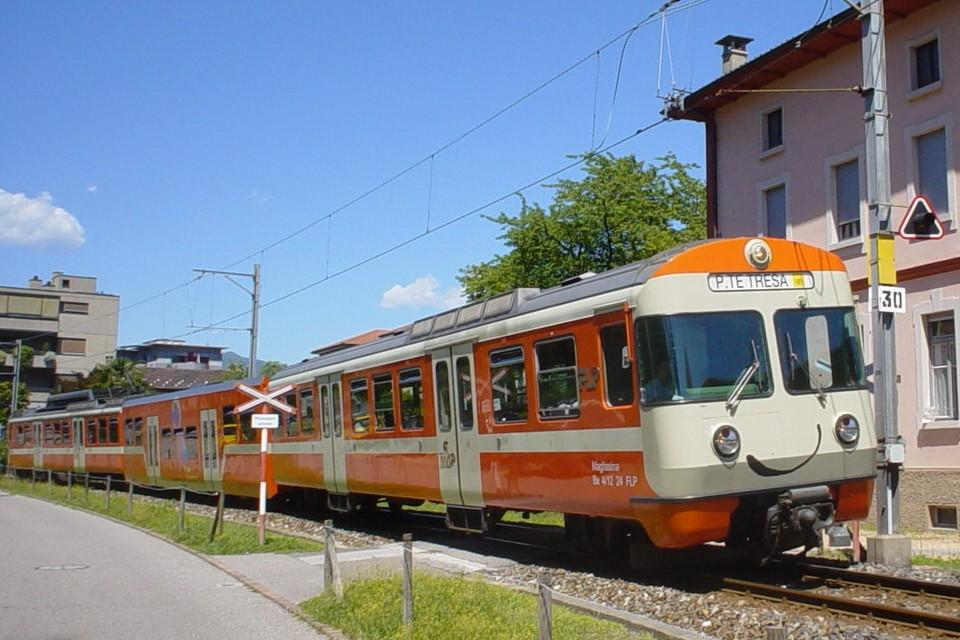
Triebzug Be 4/12 24 in Agno (2003)
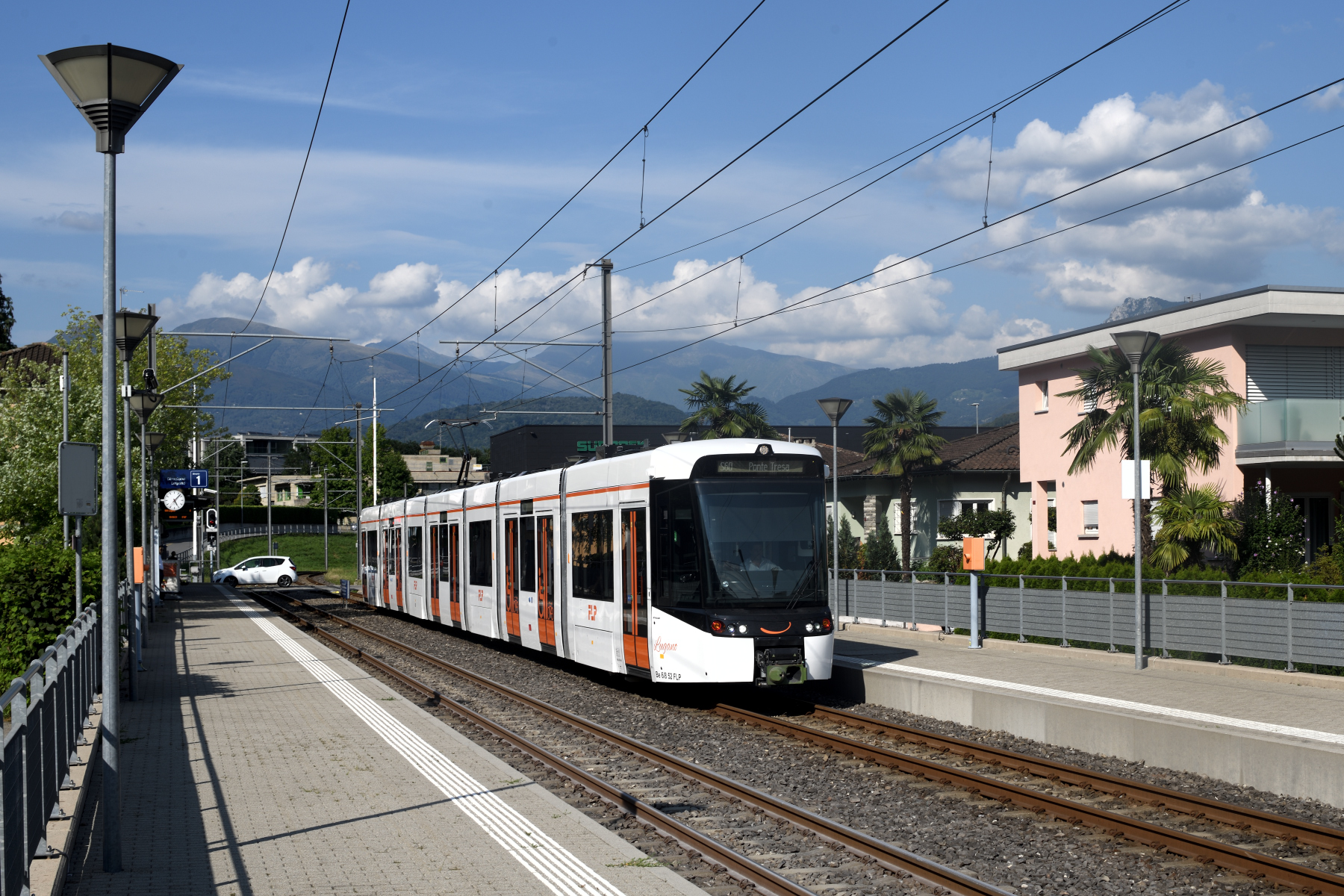
Tramlink 52 in Bioggio (2021)